# Paweł Karczewski
Józef Paweł Karczewski (ur. 1956 w Pręczkach) – polski malarz, wykładowca PWSSP w Gdańsku w latach 1980–1984, 1986–1992.

## Życiorys
Ukończył Liceum Plastyczne im. Leona Wyczółkowskiego w Bydgoszczy. Następnie w latach 1975–1978 studiował w Państwowej Wyższej Szkole Sztuk Plastycznych w Poznaniu (obecnie: Akademia Sztuk Pięknych w Poznaniu), w pracowni prof. Stanisława Teisseyre’a, a w latach 1978–1980 w Państwowej Wyższej Szkole Sztuk Plastycznych w Gdańsku (obecnie: Akademia Sztuk Pięknych w Gdańsku). Dyplom obronił na Wydziale Malarstwa w pracowni prof. Kazimierza Śramkiewicza. Pracował w gdańskiej uczelni w latach 1980–1984 i w latach 1986–1992 w Pracowni Malarstwa prof. Jerzego Zabłockiego. Później był nauczycielem malarstwa i rysunku w gdyńskim Liceum Plastycznym.

## Nagrody
- Nagroda Prezydenta Miasta Gdańska w Dziedzinie Kultury z okazji jubileuszu 35-lecia pracy artystycznej (2015)[2]
- Nagroda Prezydenta Miasta Gdańska w Dziedzinie Kultury z okazji jubileuszu 40-lecia pracy twórczej (2020)[2]